# Błota Rakutowskie
Błota Rakutowskie (PLB040001) – obszar specjalnej ochrony ptaków w ramach programu Natura 2000 obejmujący obszar 4437,93 ha położony w województwie kujawsko-pomorskim na terenie gmin Baruchowo (2573 ha) i Kowal (1864,9 ha). Obszar leży w granicach Gostynińsko-Włocławskiego Parku Krajobrazowego. W jego obrębie znajdują się rezerwaty przyrody Olszyny Rakutowskie (174,62 ha) i Jezioro Rakutowskie (414,07 ha).
Ustanowiony został rozporządzeniem Ministra Środowiska z dnia 21 lipca 2004 roku na powierzchni 3006,2 ha, powiększono go rozporządzeniem Ministra Środowiska z dnia 12 stycznia 2011 roku.

## Charakterystyka
Obszar położony jest w mezoregionie Kotliny Płockiej, obejmuje fragment Niecki Kłócieńskiej ograniczonej od północy przez pola wydmowe, a od południa przez wysoczyznę morenową, odwadnianą przez rzekę Kłótnię. W jego centralnej części znajduje się płytkie Jezioro Rakutowskie o powierzchni ok. 300 ha, które charakteryzuje się znacznymi (60–70 ha) zmianami wielkości w cyklu rocznym, przy stosunkowo nieznacznych wahaniach pionowych. Jezioro posiada bogatą roślinność wodną. Duże powierzchnie dna zajęte są przez łąki ramienicowe, a płaskie brzegi porośnięte są przez roślinność szuwarową, głównie trzcinę pospolitą, pałkę szerokolistną i oczeret jeziorny. W zatokach rosną grążel żółty i grzybień biały. Z niecką jeziora sąsiaduje kompleks podmokłych lasów, w których przeważają zbiorowiska siedliskowego olsu, łęgu jesionowo-olsowego i łęgi dębowo-wiązowo-jesionowe.

## Awifauna
Obszar stanowi ostoję ptasią o randze europejskiej. Stwierdzono tu 24 gatunki ptaków z załącznika nr 1 dyrektywy ptasiej oraz 21 gatunków ptaków migrujących wpisanych do tego załącznika. 7 spośród tych gatunków znajduje się w Polskiej Czerwonej Księdze Zwierząt.
| L.p. | Gatunek                  | Populacja lęgowa | Populacja migracyjna | Ilustracja |
| ---- | ------------------------ | ---------------- | -------------------- | ---------- |
| 1    | głowienka zwyczajna      | 20-30            | –                    |            |
| 2    | bąk (PCKZ)               | 24               | –                    |            |
| 3    | gęgawa                   | 15-25            | 250-600              |            |
| 4    | zielonka (PCKZ)          | 20-21            | –                    |            |
| 5    | podróżniczek (PCKZ)      | 20               | –                    |            |
| 6    | żuraw                    | 12-18            | 1500-3000            |            |
| 7    | rybitwa czarna           | 5-15             | 140-210              |            |
| 8    | cyraneczka               | 6-7              | 2000                 |            |
| 9    | sieweczka obrożna (PCKZ) | 2-6              | –                    |            |
| 10   | płaskonos                | 3                | 35                   |            |
| 11   | kulik wielki (PCKZ)      | 1-3              | 44                   |            |
| 12   | gęś zbożowa              | –                | 8000                 |            |

Ze względu na występowanie gęsi zbożowej, żurawia i kulika wielkiego BirdLife International od 2010 roku uznaje Błota Rakutowskie za ostoję ptaków IBA (jako Rakutowskie swamps). Prócz wspomnianych gatunków na obszarze ostoi występują m.in. derkacz zwyczajny (Crex crex), czajka zwyczajna (Vanellus vanellus), wodniczka (Acrocephalus paludicola; 1 śpiewający samiec według danych najpóźniej z 2009), bielik zwyczajny (Haliaeetus albicilla; 1 para, rok j.w.).

## Zagrożenia
Do najważniejszych zagrożeń dla awifauny i jej siedlisk w obszarze należą: 
- obniżenie się poziomu wód gruntowych,
- zarastanie i niestabilna hydrologia Jeziora Rakutowskiego,
- zaprzestanie bądź zmiana użytkowania rolniczego terenów położonych na obrzeżach mokradeł,
- zalesianie terenów porolnych[1].